# Kloster Neuenburg (Pommerellen)
Das Kloster Neuenburg war eine Niederlassung der Franziskaner in Neuenburg, polnisch Nowe, in Pommerellen und bestand mit einer Unterbrechung vom 13. bis zum 19. Jahrhundert.

## Geschichte

### Franziskanerkloster im Mittelalter
Das Kloster des Ordens der Franziskaner wurde wahrscheinlich von Herzog Mestwin II. als erstes Bettelordenskloster in Pommerellen gegründet. 1282 verlieh er diesem Besitz und Rechte, 1284 wurde das Kloster in die sächsische Franziskanerprovinz aufgenommen. Von 1311 ist der Plan des Baues einer neuen Kirche bekannt, die wahrscheinlich bald danach errichtet wurde, von 1336 die Einwilligung, die Klostergebäude stärker zu befestigen.
Aus dem späten 15. und frühen 16. Jahrhundert sind einige kleinere Schenkungen bekannt.
1520 gehörten dem Kloster ein Weinberg, eine Schäferei, 13 Hufen Land, sowie Fischerei- und Holznutzungsrechte, 1562 wurde ein Brauhaus erwähnt. Terminierhäuser sind bisher nicht bekannt.
1542 war der Konvent infolge der Reformation weitgehend verlassen. Es wurde inventarisiert und die meisten wertvollen Gegenstände in die Kirche gebracht. Die Klosterkirche wurde der evangelischen Gemeinde übergeben. 1562 lebte noch ein letzter Franziskaner, der Guardian Stanisław (Stanislaus), im Kloster.
1581 wurden die Konventsgebäude dem katholischen Bischof von Kujawien übergeben, der zunächst keine neue Gründung schaffte.

### Bernhardinerkloster 1604–1823
1604 wurde die gesamte Anlage mit der Kirche dem Orden der Bernhardiner (polnische Franziskaner-Observanten) übergeben. Die verfallenen Gebäude wurden instand gesetzt und verlorenes Klostergut wiedergewonnen. 1627 wurde es von schwedischen Truppen beschädigt, das Inventar geraubt, einige Brüder getötet, andere verschleppt. 1649 war das Kloster nahezu verlassen und der Rempter eingefallen. 1656 wurden die Gebäude durch Schweden erneut niedergebrannt, fünf Ordensmänner überlebten. Danach wurde die Anlage wieder aufgebaut.
1766 lebten 19 Brüder im Kloster. Nach der Übernahme des Gebietes durch Preußen wurden seit 1779 einige Erweiterungen und Umbauten vorgenommen. Während der französischen Besatzung seit etwa 1806 wurde das Gelände als Spital genutzt. Nach den Erlassen der preußischen Regierung zur Säkularisation von Klöstern von 1810/11 durften keine neuen Brüder mehr aufgenommen werden. 1823 wurde der Konvent aufgelöst, 1835 war die Anlage verlassen.

### Weitere Nutzung

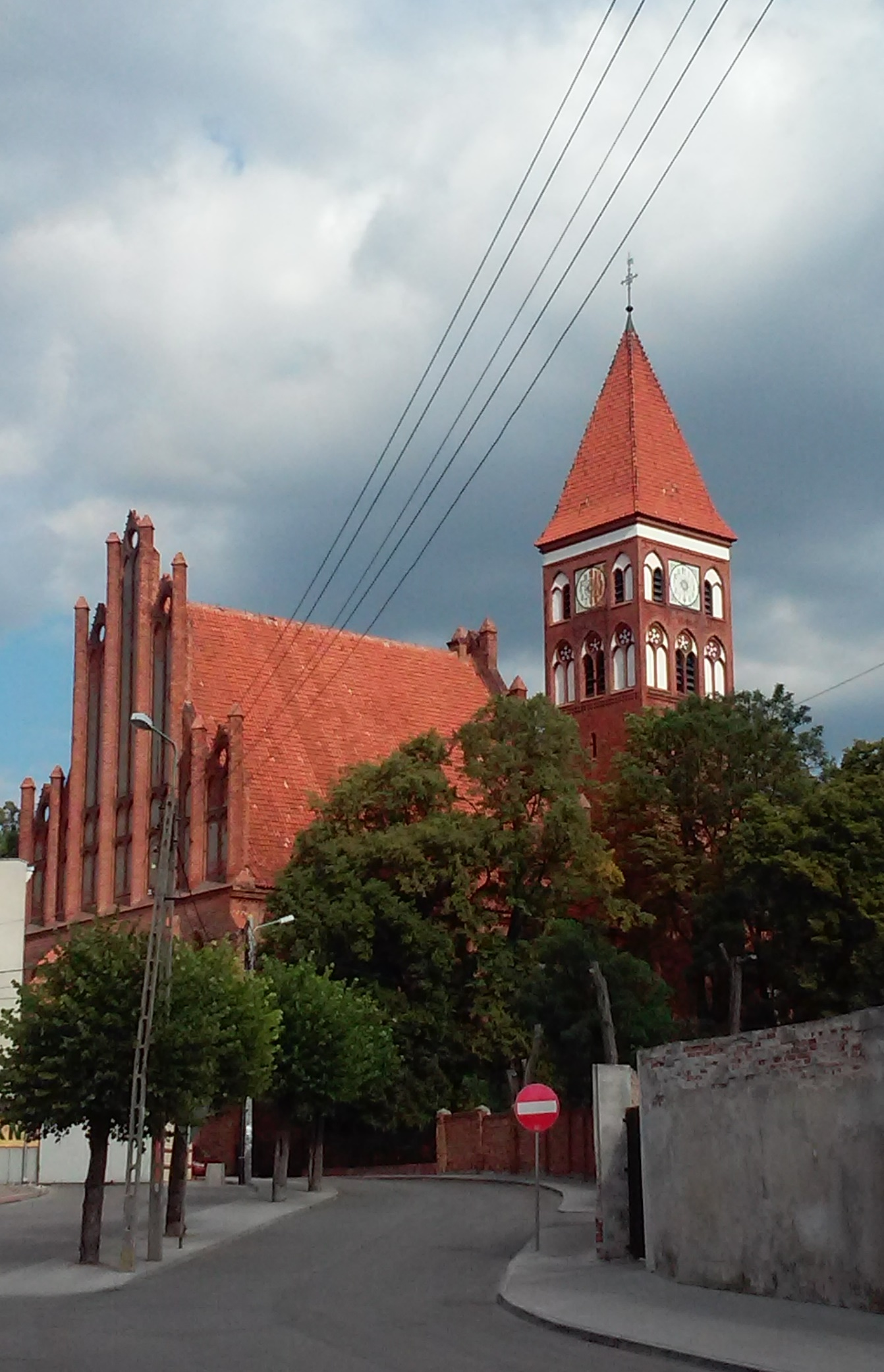
Ehemalige Klosterkirche, 1899/1902 umgebaut

1838 wurde das Gelände mit den Aufbauten der evangelischen Kirche übergeben, die Klostergebäude wurden 1844 abgerissen. Die Kirche war seit 1846 evangelische Pfarrkirche. 1899 brannte diese teilweise aus und wurde danach bis 1902 im neogotischen Stil umgebaut.
Heute ist die Maximilian-Kolbe-Kirche (Kościół Maksymiliana Kolbego) katholische Pfarrkirche von Nowe.